# 신기질

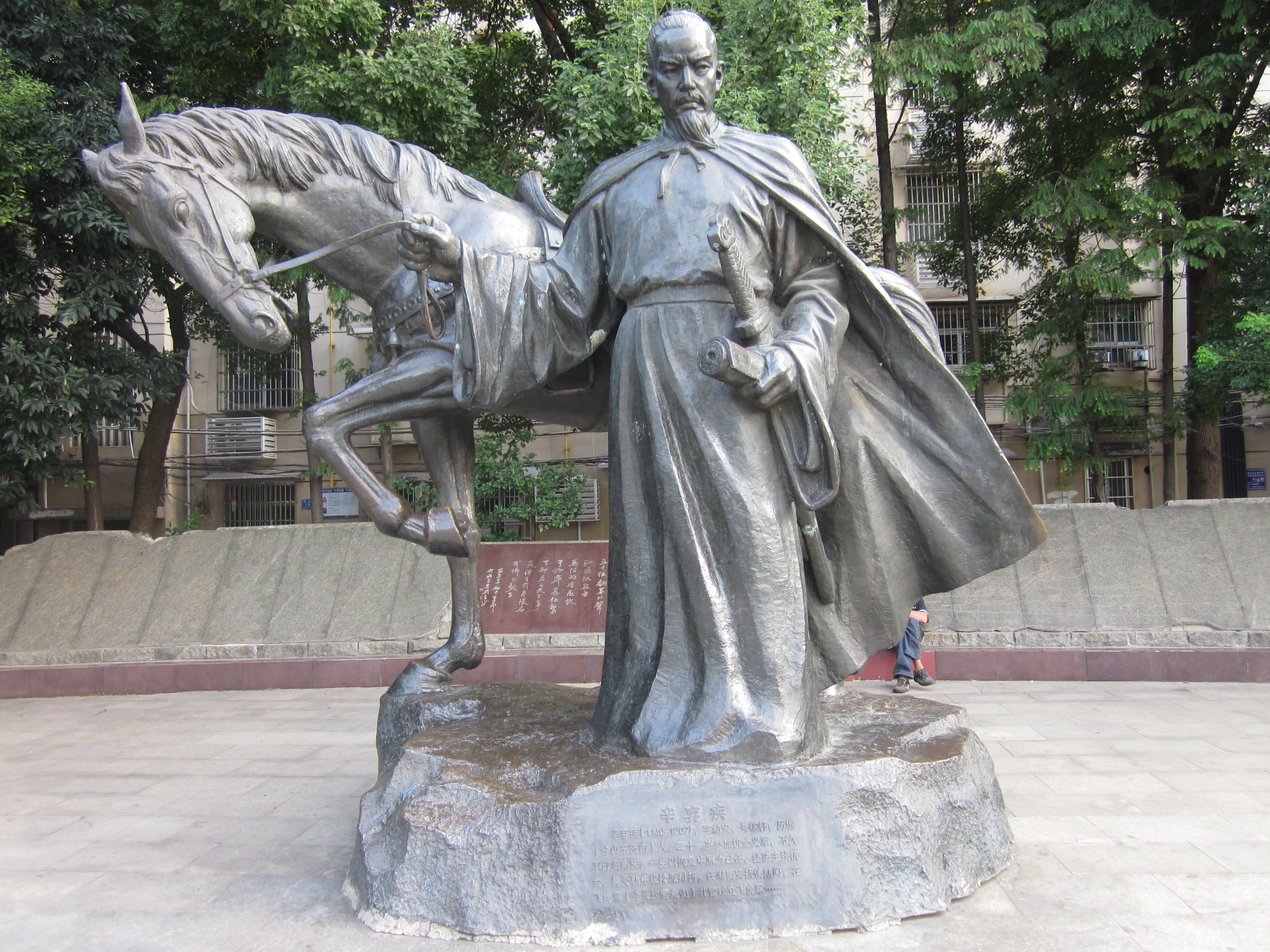

신기질(辛棄疾, 1140년~1207년)은 중국 남송의 시인이다. 자는 단부(坦夫), 유안(幼安). 가헌거사(稼軒居士)라고 호칭했다. 산둥(山東)지방인 역성(歷城) 출생.

## 생애
그가 출생하였을 때에는 이미 화북지역은 여진족들에게 유린당하고 정강의 변으로 인한 남천으로 인하여 통치권이 미치지 못하였다. 1161년에 금나라가 대대적인 대(對)송 전쟁을 시작하자 북방의 한족들은 분연히 일어나서 의병을 조직하고 금에 저항하였다. 그 당시 22세였던 신기질도 이에 참여하였다. 의병이 실패한 후에 그는 강남으로 내려와 여러번 금을 정벌하자는 치밀한 계획을 상주하였으나 받아들여지지 않았다. 뒤에 강서, 복건의 제점형옥(提點刑獄), 호북과 강남 지방의 전운부사(轉運副使), 호북, 호남 및 강서, 복건, 절동의 안무사(安撫使)등의 지방직을 거쳐 중앙으로 발탁되어 대리소경(大理小卿), 병부시랑(兵部侍郞)등을 지냈으며 남송 영종의 치세인 개희 3년에 향년 68세로 죽었다.

## 평가
그는 중국 역사상 가장 걸출한 애국 시인 중의 한사람으로, 소식의 전통을 계승하였으며 장단구(長短句)에 능하였고 격렬한 비장감이 감도는 작품을 많이 지었다. 저서로 가헌장단구(稼軒長短句) 12권이 전한다.